# Kenneth Horton
Kenneth „Ken“ Horton (* 25. Juli 1989 in Ossining, New York, Vereinigte Staaten) ist ein US-amerikanischer Basketballspieler.
Seine basketballerische Ausbildung erhielt Horton von 2007 bis 2012 an der Central Connecticut State University. In seiner Junior-Saison (2010/11) mit den Blue Devils wurde Horton zum Spieler des Jahres der Northeast Conference gewählt (19,5 PPG, 8,9 RPG). In seiner Senior-Saison in der US-amerikanischen College-Liga NCAA erzielte er durchschnittlich 19,0 Punkte und 8,9 Rebounds pro Spiel.
Bei der NBA-Draft 2012 wurde Horton nicht gedraftet. Im Sommer 2012 unterschrieb Horton einen Vertrag mit dem französischen Zweitligisten SOMB Boulogne-sur-Mer. Später wechselte er nach Zypern zu Apollon Limassol BC.
In der Saison 2013/14 spielte Horton in Mexiko für Huracanes de Tampico.
Zur Saison 2014/15 kehrte Horton nach Europa zurück und spielte für den finnischen Verein Kataja Basket Club. Mit der Mannschaft wurde Horton in dieser Saison finnischer Meister, wozu er in den fünf Playoff-Finalspielen mit 71 Punkten und 47 Rebounds beitragen konnte.
Zur folgenden Saison wechselte Horton in die deutsche Basketball-Bundesliga zu medi bayreuth. Für Bayreuth erzielte er in dieser Saison durchschnittlich 12,4 Punkte und 4,8 Rebounds pro Spiel.
Horton wechselte zur Saison 2016/17 innerhalb der Liga zu den Telekom Baskets Bonn. In Saison 2017/18 spielte er dann in der ersten französischen Liga bei Élan Béarnais Pau-Lacq-Orthez.
In der folgenden Saison wechselte er in die kasachische Liga zu BK Astana und wurde mit der Mannschaft kasachischer Meister 2018/19. 2019/20 stand er in Italien bei Germani Basket Brescia unter Vertrag, wechselte von dort aber schon während der Saison in die erste spanische Liga zu San Pablo Burgos, wo er auch in der Saison 2020/21 spielte. Mit dieser Mannschaft gewann er 2020 und 2021 die Champions League (BCL) und 2021 den FIBA Intercontinental Cup. Es folgten Stationen in Puerto Rico (Grises de Humacao), erneut Spanien (Fuenlabrada), Portugal (Sporting CP) und wieder Mexiko, wo er für einige Monate bei Veracruz Red Hawks spielte. Zurzeit spielt er für Club Atlético Peñarol, den amtierenden Vizemeister von Uruguay.